# Marshall (hrabstwo Dane)
Marshall – wieś w Stanach Zjednoczonych, w stanie Wisconsin, w hrabstwie Dane.